# Église Saint-Élie de Zenica
Pour les articles homonymes, voir Église Saint-Élie.
L'église Saint-Élie est située en Bosnie-Herzégovine, sur le territoire de la ville de Zenica et sur celui de la ville de Zenica. Elle a été construite entre 1908 et 1910 et est inscrite sur la liste des monuments nationaux de Bosnie-Herzégovine.